# Heitsi Ghub
Der Heitsi Ghub (in Khoekhoe) ist eine archäologische Verehrungsstätte in Bethanien in der Region ǁKaras in Namibia. Sie ist seit 1. März 1961 ein Nationales Denkmal Namibias.
Es handelt sich um einzelne Steine, die zu einer kleinen Pyramide aufgetürmt wurden. Traditionell legte man auf dem Heitsi Ghub eine Gabe ab, um für eine anstehende Reise um Sicherheit und Begleitung zu bitten.